# قصر الشلالة
قصر الشلالة إحدى بلديات ولاية تيارت
حاليا تمت ترقيتها الى ولاية منتدبة 
```
(
دائرة قصر الشلالة
) يوجد تشابه في الأسماء بينها وبين 
دائرةالشلالة
 من 
ولاية البيض
 ودائرة 
شلالة العذاورة
 من 
ولاية المدية
```

== التسمية == الولاية المنتدبة قصر الشلالة

## جغرافيا

### 1. الموقع التضاريسي:
- تقع قصر الشلالة في الجزء الجنوبي من الأطلس التلي، وهي نقطة التقاء بين الهضاب العليا والسلاسل الجبلية التلية.
- هذا الموقع يمنحها تضاريس متنوعة وموقعًا استراتيجيًا بين الشمال الفلاحي والجنوب الرعوي.

### 2. المرتفعات:
- تحيط بها سلسلة جبال الونشريس من الشمال الغربي.
- توجد مرتفعات وهضاب صخرية تغلب على طابع الأراضي، مع انحدارات متفاوتة.

### 3. الأودية:
- تمر بها عدة أودية موسمية مثل وادي الشلالة، وهي تتدفق في فصل الشتاء، لكن سرعان ما تجف صيفًا.
- بعض الأودية ساعدت في تشكل منخفضات صغيرة تصلح للزراعة أو الرعي.

### 4. الغطاء النباتي:
- يغلب عليه الطابع الشبه صحراوي والهضبي، مع وجود نباتات مقاومة للجفاف كالحلفاء، الشيح، وبعض الأشجار المتفرقة مثل الزيتون والتين.

### 5. الاستغلال البشري:
- التضاريس الجبلية والهضبية تستغل أساسًا في الرعي وتربية المواشي.
- الأراضي السهلية والمنخفضات تستغل في الزراعة الموسمية (كالقمح والشعير).

### موقع
إليك التفاصيل حول موقع قصر الشلالة:

### 1. الموقع الجغرافي:
- قصر الشلالة تقع في ولاية تيارت، التي هي جزء من منطقة الغرب الجزائري.
- يحدها من الشمال سلسلة جبال الونشريس، ومن الشرق والجنوب الغربي تمتد الهضاب العليا.
- تقع على مسافة تقدر بحوالي 300 كم جنوب غرب الجزائر العاصمة، ويمكن الوصول إليها عبر الطريق الوطني رقم 40 الذي يربط تيارت بالعاصمة.

### 2. الإحداثيات الجغرافية:
- خط العرض: 35.4 شمالاً.
- خط الطول: 1.3 شرقًا.

### 3. التضاريس:
- الارتفاع عن سطح البحر: حوالي 1000 متر، ما يعطيها طابعًا جبليًا وهضبيًا.
- يميزها الطابع الجبلي في الشمال الغربي، مع هضاب صخرية تغطي معظم المنطقة.

### 4. الموقع الاستراتيجي:
- تقع نقطة التقاء بين الهضاب العليا و الأطلس التلي، ما يجعلها منطقة استراتيجية من حيث الموقع.
- تربط بين الجنوب الرعوي و الشمال الفلاحي، مما يجعلها قريبة من عدة مناطق زراعية ورعوية.

### 5. الحدود:
- من الشمال الغربي تحدها بلدية الونشريس.
- من الشرق تحدها بلدية عين ماضي.
- من الغرب تحدها بلدية دحموني.

### 6. المسافة من المدن الكبرى:
- من الجزائر العاصمة: حوالي 300 كم.
- من مدينة تيارت: حوالي 70 كم.

### 7. المسارات الطرقية:
- الطريق الوطني رقم 40: هو الطريق الرئيسي الذي يربط قصر الشلالة ببقية المناطق، بما في ذلك المدن الكبرى مثل الجزائر العاصمة وتيارت.

## الإقتصاد
طابع رعوي
طابع فلاحي 
طابع نسيج الحراري 
منطقة تبادل اقتصادي (سوق قصر الشلالة)

## المواصلات
طرقات البلدية:
- الطريق الوطني رقم 120
- الطريق الولائي رقم 137
- الطريق الولائي رقم77

## أعلام
- سعد دحلب وزير الخارجية في الحكومة المرقة ومفاوض ايفيان

صافي بوديسة الملعب بأحمد الماريكاني عسكري في جيش التحرير ثم وزير الفلاحة بعد الاستقلال
المجاهد مختاري بن طيب ابن الجيلالي بلعون 
الشهيد احسن دحلاب

## وصلات خارجية
- بلديـة قصر الشلالة

## أعلام
- سعد دحلب